# Stefan Pachmayr

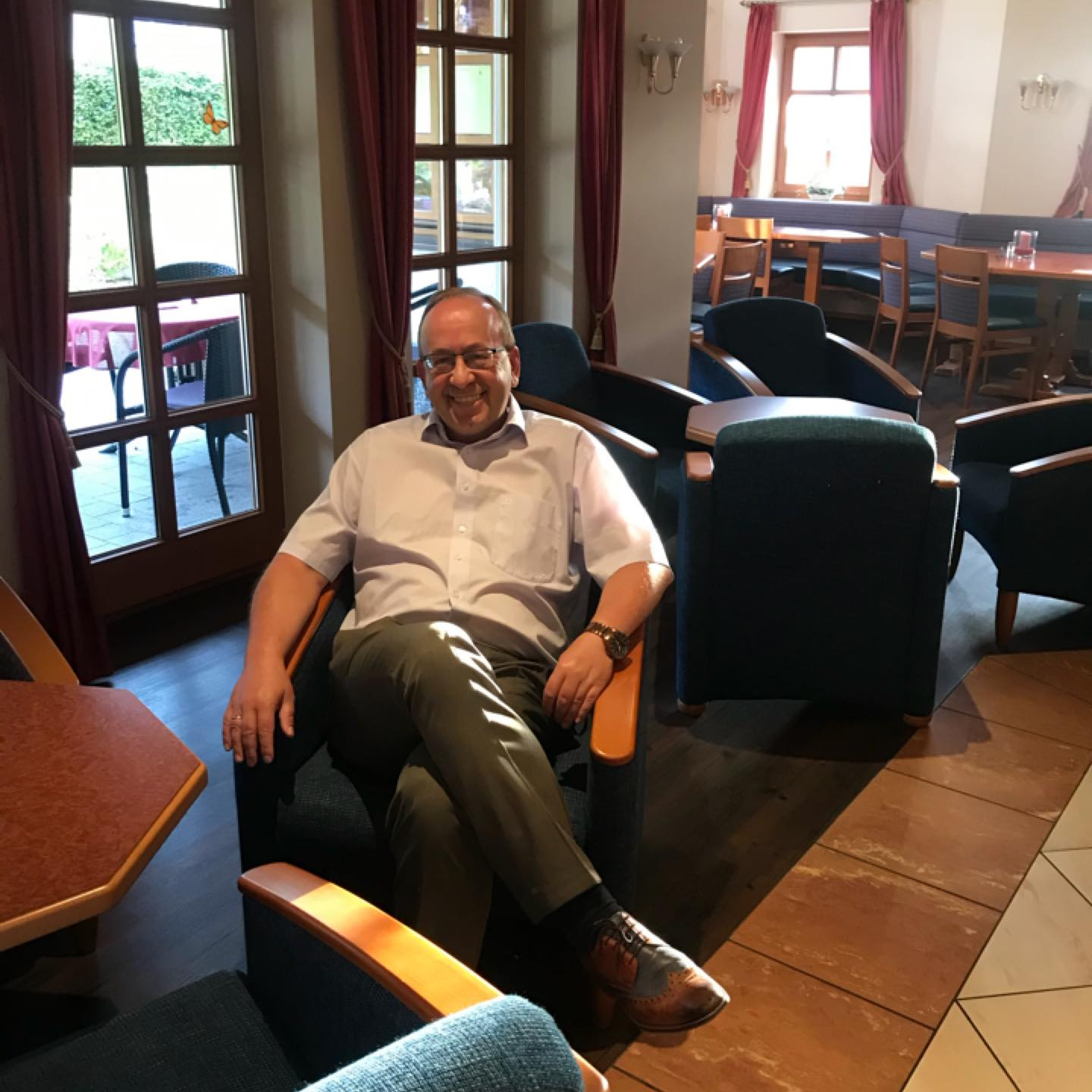
Stefan Pachmayr 2022

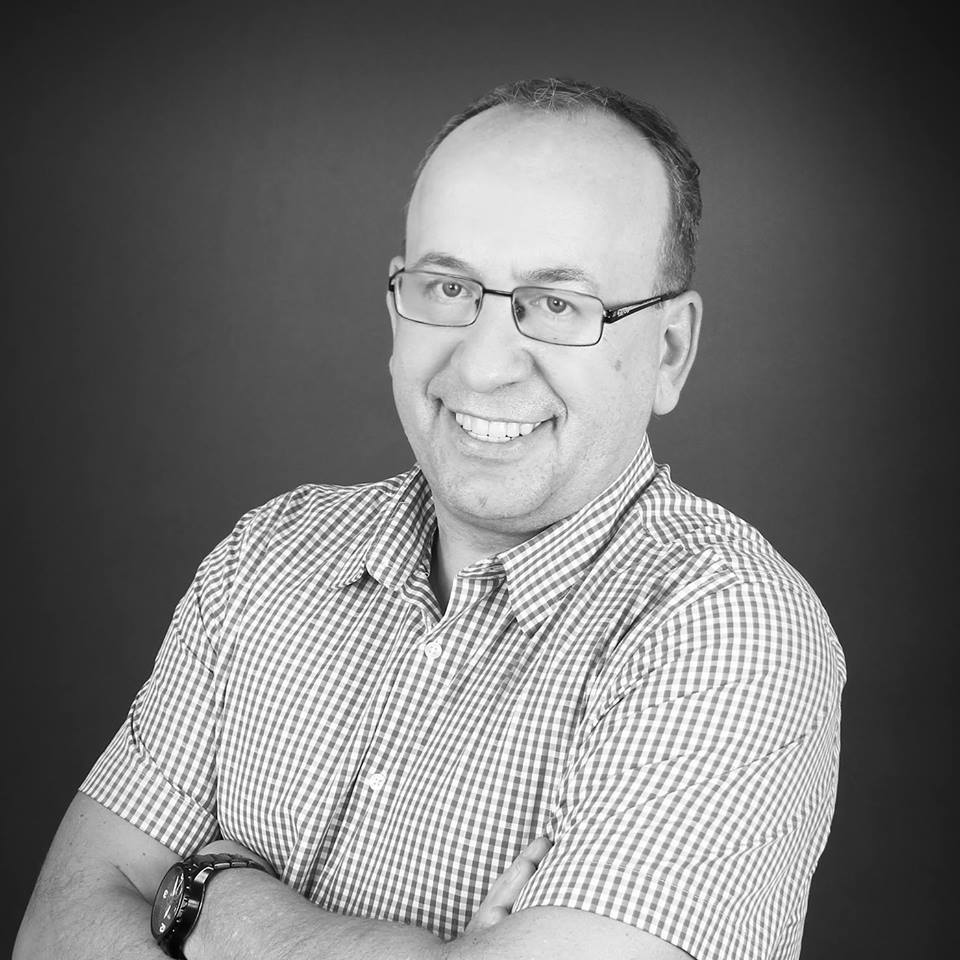
Stefan Pachmayr (2016)

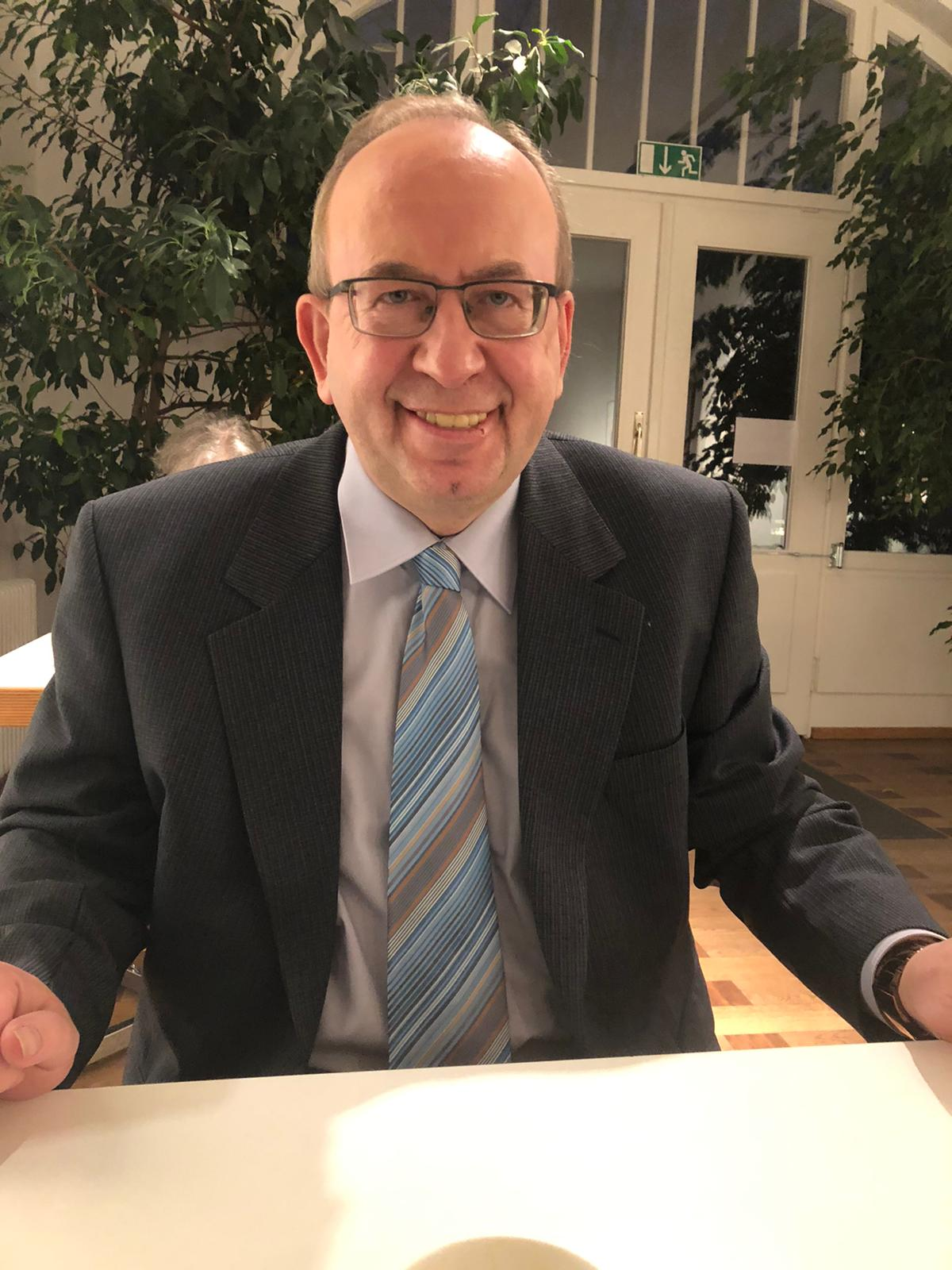
Stefan Pachmayr 2022

Stefan Pachmayr, Pseudonym Steven Omen und Stefan Marek, geboren als Stefan Schindzielorz (* 30. August 1968 in Koźle, Woiwodschaft Opole, Polen) ist ein deutscher Autor.

## Leben
Stefan Pachmayr war nach dem Abitur 1988 in Mannheim und einer Ausbildung zum Verlagskaufmann bei diversen Verlagen, u. a. Burda und Gruner + Jahr, tätig. Zurzeit ist er in der Softwarebranche in München als  Senior Customer Operations Manager Expert  beschäftigt.
Stefan Pachmayr schreibt Prosa und Lyrik. Er publiziert unter den Pseudonymen Steven Omen und Stefan Marek. Seine drei zuletzt erschienenen Romane wurden im Telescope-Verlag in Mildenau veröffentlicht.
Er ist verheiratet, lebt in Gröbenzell und hat einen Sohn.

## Werke
- als Steven Omen: Ein Sommer der Liebe. Books on Demand, Norderstedt 2003, ISBN 978-3-833000-92-8.[2]
- als Steven Omen: Amo Vitam. Machtwortverlag, 2010, ISBN 3-867610-84-3.
- als Steven Omen: Der emigrierte Schuh. epubli, 2010, ISBN 978-3-869316-37-6. (Lyrik)
- als Steven Omen: Mithras Baal. Telescope-Verlag, Mildenau 2012, ISBN 978-3-941139-44-2.
- als Stefan Marek: Die München-Variationen. Telescope-Verlag, Mildenau 2017, ISBN 978-3-95915-027-9.
- als Stefan Marek: So weit wir kommen. Telescope-Verlag, Mildenau 2022, ISBN 978-3-95915-090-3.